# Argumentul unei funcții
În matematică un argument al unei funcții este o valoare care trebuie furnizată pentru a obține valoarea (rezultatul) funcției. Se mai numește și variabilă independentă⁠(d).
De exemplu, funcția de două variabile {\displaystyle f(x,y)=x^{2}+y^{2}} are două argumente, {\displaystyle x} și {\displaystyle y}, într-o pereche ordonată {\displaystyle (x,y)}. Funcția hipergeometrică⁠(d) este un exemplu de funcție cu patru argumente. Numărul de argumente pe care le ia o funcție se numește aritatea funcției. O funcție care primește un singur argument ca intrare (cum ar fi {\displaystyle f(x)=x^{2}}) se numește funcție unară. O funcție de două sau mai multe variabile este considerată a avea un domeniu de definiție format din perechi ordonate sau tupluri ordonate de valori argument. Argumentul unei funcții trigonometrice este un unghi. Argumentul unei funcții hiperbolice este un unghi hiperbolic.
O funcție matematică are unul sau mai multe argumente sub formă de variabile independente descrise în definiție, care pot conține și parametri. Variabilele independente sunt menționate în lista de argumente ale funcției, în timp ce parametrii nu sunt. De exemplu, în funcția logaritmică {\displaystyle f(x)=\log _{b}(x),} baza {\displaystyle b} este considerată un parametru.
Uneori, pentru a nota argumentele se folosesc indici. De exemplu, se pot folosi un indice pentru a preciza argumentele față de care se consideră derivatele parțiale.
Din punct de vedere istoric, utilizarea termenului „argument” în acest sens s-a dezvoltat din astronomie, care a folosit tabele pentru a determina pozițiile spațiale ale planetelor din pozițiile lor pe cer. Aceste tabele au fost organizate în funcție de unghiuri măsurate, numite argumente, literalmente „ceea ce elucidează altceva”.